# Cephalotes poinari
Cephalotes poinari é uma espécie de inseto do gênero Cephalotes, pertencente à família Formicidae.